# 2017年美军裸照丑闻
2017年美军裸照丑闻是指在社交媒体上有人发布美军现役女兵裸照的丑闻，涉及数百名女兵以及美军各大军种，美國海軍犯罪調查局已启动调查。

## 经过
2017年3月，美国媒体报道了这一事件。在一个名为“Marines United”的封闭Facebook小组中，有3万名美军现役、退役军人和英国皇家海军陆战队退役军人。此小组发布了数百名来自各个军种的女性现役军人的照片，页面包含的Dropbox和Google云端硬盘链接中还有更多照片。另一个名为“Marines United 2”的小组有3000名成员。
据《商业内幕》报道，除Facebook外，女兵的裸照还被上传到一个名叫“AnonIB”的影像分享留言板，在这个专门为军方人员设立的留言板上，有十几个帖子都要求特定女兵的裸照，而且还提供相关女兵的姓名以及驻扎地点。

## 反應

### 美國軍方
事件曝光後，美國海軍犯罪調查局已對此启动调查。美国国防部长詹姆斯·马蒂斯称“民间和军事人员在社交媒体网站上的所谓行动，包括一些与海军陆战队以及其他可能军种有关的行动，极度背离军方的基本价值观。” 美国海军陆战队司令罗伯特·内勒表示“在网上或其他地方攻击我们海军陆战队的人，令人厌恶，是对隊员的不尊重”。海军陆战队總士官長罗纳德·L·格林（Ronald L. Green）说“这种负面行为与我们所代表的形象完全相反。”海军陆战队发言人瑞恩·埃尔维斯（Ryan Alvis）感谢托马斯·布雷南（Thomas Brennan）揭发这一丑闻，表示“这让我们能立刻采取行动，删除照片，并且做好帮助那些受害者的准备。”

### 美国国会
美国参议院军事委员会成员基爾斯滕·吉利布蘭德呼吁就事件进行听证会。美国众议院军事委员会副主席亞當·史密斯称网上的行为“有辱人格，十分危险，完全不可接受。”